# Wilhelm Damasi Lindanus

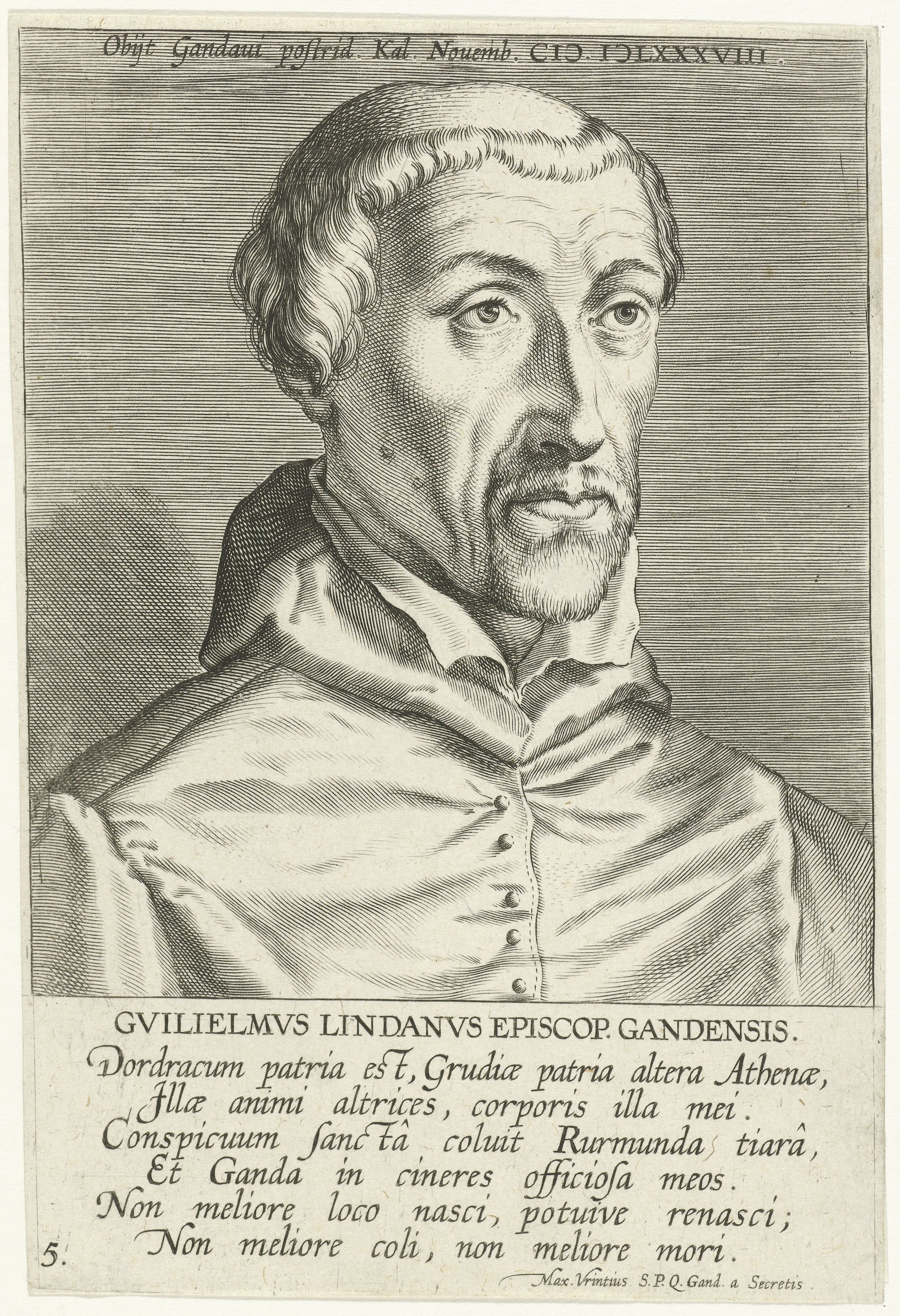
Wilhelm Lindanus

Wilhelm Damasi Lindanus (auch: Willem van der Lindt, eigentlich van der Linden; * 1525 in Dordrecht; † 2. November 1588 in Gent) war ein Inquisitor, Bischof und Hochschullehrer.

## Leben
Lindanus, der Sohn des Dordrechter Bürgermeisters Damasus van der Linden, studierte an der Universität Löwen Philosophie und Theologie. Er unternahm Reisen durch Frankreich und Deutschland, wobei er unter anderem in Paris Station machte, um sein Hebräisch und Griechisch aufzubessern. 1552 erhielt er sein Lizenziat in Theologie in Löwen sowie die Priesterweihe. 1554 folgte er einem Ruf an die Universität Dillingen, an der er zwei Jahre als Professor der Heiligen Schrift lehrte.
1556 wurde Lindanus in Löwen zum Dr. theol. promoviert. Im selben Jahr wurde er vom Utrechter Bischof Georg von Egmond zum Generalvikar ernannt und Kapitelsdekan in Den Haag. Zudem wurde er in dieser Zeit Inquisitor für die Grafschaft Holland, die Provinz Zeeland und die Provinz Friesland. Er ging nach Friesland, wo er sich mit hohem Machtanspruch den Ruf als unerbittlicher und strenger Inquisitor erarbeitete.
1562 sah der König Philipp II. Lindanus als Bischof für das neugegründete Bistum Roermond vor. Die Bischofsweihe wurde am 11. April 1562 durch den Kardinal Antoine Perrenot de Granvelle vorgenommen. Aufgrund der Unruhen, die aus Inquisition und Gegenreformation resultierten, konnte er jedoch erst am 11. Mai 1569 sein Bistum beziehen und begann zugleich mit umfangreichen Umstrukturierungen. Bereits zuvor hatte er sich an diversen Reformbestrebungen beteiligt, folgten 1570 in Mechelen und 1573 in Löwen Provinzialsynoden.
In den Wirren des Achtzigjährigen Krieges 1572 bereits kurzzeitig und nach einer Überwerfung mit dem königlichen Statthalter Fernando Álvarez de Toledo, Herzog von Alba 1573 war Lindanus gezwungen, die Flucht zu ergreifen. Er ging unter anderem nach Rom, um Papst Gregor XIII. von seinen Reformideen zu überzeugen. Er kehrte jedoch erfolglos auf seinen Bischofsstuhl zurück. 1584 ging er erneut nach Rom, da nun einer seiner Freunde Papst Sixtus V. geworden war. Jedoch auch ihn konnte er nicht von seinen Reformideen überzeugen. Zurückgekehrt, wurde er am 2. Juli 1588 vom Papst zum Bischof von Gent ernannt.

## Publikationen (Auswahl)
Ein Verzeichnis seiner sämtlichen Werke wurde von Valerius Andreas besorgt.
- De optimo scripturas interpretandi genere, Köln, 1558.
- Panoplia evangelica, Köln, 1560.
- Dubitantius und Ruwardius, Köln, 1562/1563.
- Stromatum libri III pro defensione Concilii Tridentini, Köln, 1575.
- Missa apostolica sive ΄Η ϑεία λειτουργία τοῦ ἁγίου ἀποστόλου Πέτρου. Divinum Sacrificium Sancti Apostoli Petri .... Antverpiae: Ex officina Christophori Plantini, 1589.